# Goumbou
Goumbou, ou Gumbu, est une localité du Mali, chef-lieu de la commune rurale de Ouagadou et chef-lieu d'arrondissement dans le cercle de Nara et la région de Nara. Elle comptait 9 898 habitants en 2005. Goumbou fut la première capitale de l'empire du Ghana. Sa fondation remonterait à l'an 622, date de l'hégire. Goumbou serait donc âgée de mille trois cent cinquante et un ans en 2012.

## Géographie
Cette cité historique se trouve à 27 km au sud du chef-lieu régional Nara, non loin de Dilly, la ville sainte.

## Histoire et organisation sociale de Goumbou
Goumbou est une cité soninké fondée, selon la tradition orale, par deux frères de la famille Doucouré (Dukure) : Toumané et Boubou. Ces derniers seraient des descendants de Dinga, l’ancêtre mythique des Soninké et fondateur légendaire de wagadou. Leur installation sur ce territoire marque le début d’une histoire riche, mêlant traditions, religion, rivalités et organisation politique.
Avant d’atteindre Goumbou, les jumeaux fondateurs venus de Dia Macina s’établirent d’abord à Gori, puis à Tambacara. Ces étapes intermédiaires marquèrent l’expansion de leur descendance, qui finit par fonder le royaume du Zafunu, une entité régionale influente.

### Adoption précoce de l’islam
Les Doucouré sont reconnus comme l’une des premières familles royales soudanaises à embrasser l’islam. Lors de leur installation, une mosquée fut édifiée dans le quartier de Tumakunda, siège de la famille Yasara. À cette occasion, un discours fondateur fut prononcé : « Que celui qui dit : ‘Que Goumbou soit comblé’, que Dieu le comble.
Que celui qui dit : ‘Que Goumbou soit brisé’, qu’il soit brisé. » Ce discours reflète la volonté de bénédiction et de protection divine pour la cité. La mosquée Tumakunda devint un centre religieux et politique, consolidant l’importance de Goumbou dans la région.

## Organisation militaire et divisions internes
L’organisation guerrière de Goumbou était divisée entre deux grandes factions, liées à la famille fondatrice Doucouré. Ces factions étaient en constante rivalité, mais elles formaient ensemble une force militaire redoutable.
- Les Yasara, établis dans le quartier de Tumakunda, revendiquaient leur rôle de premier plan dans la fondation de la cité.
- Les Ganiyira, basés dans le quartier de Farabaga, prétendaient eux aussi que leur représentant avait été le premier à descendre de cheval sur le sol de Goumbou.

Cette rivalité, bien que source de tensions internes, alimentait également la force militaire de la cité. Chaque faction disposait de cavaliers et de guerriers formés, prêts à défendre Goumbou contre ses ennemis et à participer à des combats à l’échelle régionale.
Goumbou était en guerre quasi permanente avec ses ennemis, ce qui renforçait l’organisation militaire. Les principales factions adverses incluaient :
- Les Jara de Murujan, un groupe bamana situé au sud de Goumbou.
- Les Kulibali du Jonkoloni, à l’est de la cité.
- Certaines fractions Hassanes (ou Maures), qui se situaient au nord.

Les tensions militaires entre Goumbou et ces groupes étaient fréquentes et parfois violentes, particulièrement avec les Jara-Kolobakari de Murujan, avec qui les conflits étaient nombreux.

## Les alliances et l’influence des Awlad Mahamu
En dépit de ces rivalités, Goumbou a également trouvé des alliés puissants dans ses guerres. L’un des plus notables fut l’alliance avec les Awlad Mahamu, une fraction des Awlad, qui apporta un soutien militaire précieux. Cette alliance s’avéra cruciale lors de la bataille décisive contre Murujan.
Les Awlad Mahamu, notamment les Zumarig et Ayahin, campaient régulièrement à Goumbou pendant la saison sèche et ont fourni un appui essentiel dans plusieurs confrontations militaires contre les ennemis de la cité. Ces alliances stratégiques avec des groupes comme les Awlad Mahamu permettaient à Goumbou de renforcer sa position dans la région et de maintenir son pouvoir face aux menaces externes.

## La bataille de Bengali et la revanche de Goumbou
Sous le règne de Sempe Mahame (ou Mohamed Ganiyi), les cavaliers de Goumbou infligèrent une grave défaite aux forces de Murujan en utilisant un stratagème auquel ils avaient eux-mêmes été victimes dans la clairière de Bengali. L’alliance avec les Zumarig et Ayahin des Awlad Mahamu fut déterminante pour cette victoire. Cette bataille fut une revanche marquante pour Goumbou, consolidant ainsi son pouvoir et renforçant sa réputation militaire dans la région.

## Déclin et conflits régionaux
Autrefois prospère, Goumbou devint un centre de conflits régionaux, marqué par des rivalités constantes. Ces luttes impliquaient :
- Les Jara de Murujan au sud, une faction bamana influente.
- Les Kulibali du Jonkoloni à l’est.
- Certaines fractions Hassanes (ou Maures) au nord.

Les tensions internes entre les factions rivales (Yasara et Ganiyira) et les affrontements externes avec ces groupes mirent à l’épreuve l’organisation militaire de Goumbou. Cependant, la cité réussit à maintenir sa puissance et son influence grâce à sa stratégie militaire et à ses alliances avec des groupes comme les Awlad Mahamu.

## Le déclin de la cite de Goumbou
Vers 1886, un explorateur français décrivit Goumbou ainsi : « Goumbou est depuis longtemps la capitale du Wagadou et, avec ses 4 000 habitants, la ville la plus importante du Sahel soudanais. Elle a succédé dans cette primauté à Koumbi Salah, qui paraît lui avoir donné son nom. » Cependant, la période de la conquête coloniale eut un impact dévastateur sur Goumbou, et la cité entra dans une phase de déclin majeur. Son économie, fondée sur l’esclavage et l’approvisionnement en esclaves pour financer les achats de chevaux et de fusils, se retrouva rapidement asséchée. 
En mars 1893, le colonel Archinard arrivait à Goumbou avec la colonne : le village fut frappé d'une amende en centaines des chevaux , or, argent ou guinées, plus d’une cinquantaine de mille francs.
Une véritable fortune pour l’époque à titre de comparaison, un sac de mil de plus de 100 kg ne coûtait qu’1 franc, et le salaire mensuel d’un tirailleur sénégalais ne dépassait pas 2 francs. Cette somme représentait ainsi l’équivalent de plus de 10 tonnes de poudre à canon, une puissance militaire redoutable dans le contexte sahélien du XIXe siècle.
La saisie de cette somme par les autorités coloniales avait tellement étonné le colonel Archinard qu’elle fut signalée à l’état-major à Paris. Il faut dire que le franc français n’avait été intégré officiellement au Soudan français qu’en 1890, principalement pour prendre en charge les dépenses de l’armée coloniale.
Voir une telle masse monétaire circuler à Goumbou, loin des centres administratifs français, prouve la force d’organisation, la richesse et surtout l’intelligence politique et économique des dirigeants de Goumbou. Dans un contexte où la colonisation s’imposait par les armes, Goumbou affirmait son pouvoir par la maîtrise des ressources, des alliances et de l’économie locale.
D’ailleurs, si de grands résistants tels que El Hadj Omar Tall, Mamadou Lamine Dramé, ou encore Samory Touré ont pu tenir tête pendant des années à la puissante machine militaire française, c’est en grande partie grâce aux francs français. Ces pièces, obtenues à travers le commerce, les taxes ou la diplomatie, leur ont permis d’acheter des fusils modernes, notamment aux Anglais via les comptoirs côtiers de Sierra Leone, du Liberia ou de Gambie.
Ainsi, le franc, bien qu’introduit au Soudan français pour financer la colonisation, a parfois servi à armer la résistance anti-coloniale. Ce paradoxe historique démontre non seulement la complexité de l’économie coloniale, mais aussi l’intelligence stratégique des résistants africains, capables de retourner les outils de l’oppresseur contre lui-même.
Mohamed al-Qoreïchi, serait venu du royaume du Kanem-Bornou, probablement au cours du XVe siècle, période durant laquelle il s’installe à Goumbou, alors au sommet de sa grandeur. À cette époque, Goumbou est la plus grande ville du Sahel, connue non seulement pour son dynamisme commercial mais aussi pour abriter le plus grand marché d’esclaves de toute la région sahélienne.
Bien que déjà largement islamisée, la ville connaît, avec l’arrivée de Mohamed al-Qoreïchi, un renforcement considérable de sa vie religieuse. En tant que sharif (descendant du Prophète) et homme de savoir, il attire respect et considération. Il fonde une lignée religieuse — les Qoreïchi — qui va marquer l’histoire spirituelle de Goumbou pendant plusieurs siècles.
Par son influence, l’enseignement religieux s’intensifie : Coran, langue arabe, fiqh (droit islamique) sont transmis à des générations d’élèves. La réputation religieuse de Goumbou dépasse alors les frontières locales. Plus tard, en 1896, le colonel Louis Archinard, à son arrivée à Goumbou, qualifie les habitants de « musulmans soninké fanatiques religieux », témoignant du poids de l’islam dans la société locale.
Toutefois, le pouvoir social et économique demeure entre les mains du puissant clan Doucouré, déjà bien établi avant l’arrivée des Qoreïchi. Cela freine dans un premier temps l’extension de l’influence des Qoreïchi. Mais au fil des générations, les deux familles tissent des liens solides par des alliances et des mariages, donnant naissance à une coexistence équilibrée entre autorité religieuse (Qoreïchi) et légitimité sociale (Doucouré).
C’est dans ce contexte que naît vers 1866 Kaka Doucouré, surnommé Kaka Qoreïchi ou Kaka Bali, héritier des deux lignées. Il incarne la transmission religieuse, assurant l’enseignement du Coran et perpétuant la mémoire d’une tradition islamique enracinée depuis plusieurs siècles à Goumbou.
Un événement majeur précipita également la chute de la cité : Kaka Qoreïchi, nee vers 1866, membre d’une influente famille shorfa, décida de mener un jihad contre les villages voisins. Suivi par des centaines de cavaliers de Goumbou, il entreprit des raids militaires sous le prétexte de mener une guerre sainte. Il s’attaqua d’abord aux localités proches, comme Damfa et Jariso, puis pilla Moribugu et Dosorola.
Cependant, les anciens de Goumbou, conscients de la gravité de la situation, s’opposèrent à cette entreprise, la jugeant trop risquée et susceptible de mener à la destruction de la cité. Après une série de violences, ils décidèrent d’organiser une rencontre avec Kaka pour éviter une guerre fratricide.
Pris battu, il fut ensuite décapité, selon une autre version, La rencontre eut lieu à Kalumba, mais il s’agissait d’un piège. Kaka fut invité à s’asseoir sur un endroit où une fosse avait été creusée et recouverte d’une natte. Une fois tombé dans la fosse, il fut immédiatement recouvert de bois sec et brûlé vif. Ce meurtre symbolisait non seulement la fin de son ascension, mais aussi le début du déclin irréversible de Goumbou.

## La rupture des familles Doucouré et Qoreïchi
L’assassinat de Kaka Qoreïchi eut des conséquences dramatiques pour Goumbou. Les grandes familles qui avaient dominé la cité les Doucouré  furent brisées par cet événement. Ceux qui avaient soutenu Kaka dans ses raids furent capturés, et nombre d’entre eux furent vendus comme esclaves à Ségou. Cette défaite humiliante marqua la fin de l’influence des Doucouré et des Qoreïchi sur la cité.Les divisions internes entre les factions rivales, associées à cette défaite décisive, affaiblirent irrémédiablement Goumbou. De nombreux membres des deux familles réussirent à fuir, cherchant refuge ailleurs, notamment dans des régions plus lointaines, y compris la péninsule arabique.
En conséquence, Goumbou, autrefois un centre religieux, militaire et commercial majeur du Wagadou, sombra dans l’oubli. Le système politique et économique de la cité s’effondra, et elle perdit son rôle dominant dans la région.

## Personnalités liées à la commune
- Mahmud Kati